# Републикански път II-86
Републикански път II-86 е второкласен път, част от Републиканската пътна мрежа на България, преминаващ по територията на области Пловдив и Смолян. Дължината му е 147,4 km.
Пътят се отклонява надясно при 22,6 km на Републикански път I-8 западно от град Пловдив, веднага пресича река Марица и се насочва на юг, а след това на изток, като на протежение от 14 km е западен и южен околовръстен път на Пловдив. След това завива на юг, преминава през центъра на град Асеновград и навлиза в Родопите като проследява цялата долина на Чепеларска река. В този си участък последователно преминава през селата Бачково, Нареченски бани и Хвойна и град Чепеларе. След разклона за курорта „Пампорово“ пътят преодолява седловината Рожен (1430 м н.в.) и след стръмно спускане при село Соколовци слиза в долината на Бяла река (десен приток на река Черна). От там пътят продължава в южна посока по долината на Бяла река, преминава през село Бостина и достига центъра на квартал „Устово“ на град Смолян, където завива на изток. Оттук Републикански път II-86 на протежение от 16,8 km следва долината на река Черна (ляв приток на Арда) като последователно преминава през селата Влахово, Подвис, Ровина, Търън и Равнища, завива на юг, преодолява къс вододел и при село Средногорци слиза в долината на река Арда. Оттук той продължава нагоре по долината на реката до град Рудозем, а след това по долината на десния ѝ приток Чепинска река се изкачва до държавната граница с Република Гърция при ГКПП Рудозем – Ксанти. Пътят до граничния пункт от българска страна е напълно завършен и предстои изграждането на КППТ-о.
По протежението на Републикански път II-86 наляво и надясно от него се отделят 13 пътя от Републиканската пътна мрежа на България, от които 8 пътя с трицифрени номера и 5 пътя – с четирицифрени:
Пътища с трицифрени номера:
- при 7 km, южно от квартал „Коматево“ на град Пловдив – надясно Републикански път III-862 (51,3 km) до с. Михалково;
- при 45,2 km, при „Юговско ханче“ – наляво Републикански път III-861 (42,3 km) до седловината Рожен при 89,1 km на Републикански път II-86;
- при 85,9 km, западно от село Проглед – надясно Републикански път III-864 (10,1 km) до с. Стойките;
- при 97,1 km, в село Соколовци – наляво Републикански път III-863 (32,5 km) до село Баните;
- при 106,9 km, в квартал „Устово“ на град Смолян – надясно Републикански път III-866 (126 km) до 210,3 km на Републикански път I-8;
- при 123,7 km, източно от село Равнища – наляво Републикански път III-865 (66,4 km) до град Кърджали;
- при 125,6 km, в село Средногорци – наляво Републикански път III-867 (68.4 km) до село Подкова;
- при 135,3 km, в град Рудозем – надясно Републикански път III-868 (22,5 km) до квартал „Райково“ на град Смолян;

Пътища с четирицифрени номера:
- при 3,4 km, западно от квартал „Прослав“ на град Пловдив – надясно Републикански път III-8602 (22,3 km) през селата Златитрап и Брестовица, град Перущица и село Устина до град Кричим;
- при 11,8 km, южно от град Пловдив – надясно Републикански път III-8604 (46,1 km) през селата Браниполе, Белащица, Гълъбово и Цар Калоян, хижа „Здравец“, летовище „Бяла черква“ и село Косово до 54,2 km на Републикански път II-86 (в участъка между летовище „Бяла черква“ и село Косово пътят не е изграден и представлява горски път);
- при 11,8 km, южно от град Пловдив – надясно Републикански път III-8606 (8.2 km) през село Брестник до град Куклен;
- при 18,9 km, при Комбината за цветни метали – наляво Републикански път III-8601 (1,9 km) до аерогара „Пловдив“;
- при 135,9 km, в центъра на град Рудозем – надясно Републикански път III-8608 (13,1 km) през селата Бърчево, Елховец и Пловдивци до новоизграждащит се язовир „Пловдивци“.

| Пътища, отклоняващи се надясно (населено място, № на пътя, посока на пътя) | km    | Пътища, отклоняващи се наляво (посока на пътя, № на пътя, населено място) |
| -------------------------------------------------------------------------- | ----- | ------------------------------------------------------------------------- |
| Община Пловдив, Област Пловдив, I-8, 220,8 km →                            | 0,0   | → 220,8 km, I-8, Област Пловдив, Община Пловдив                           |
| (от гр. Пещера III-375, 33,5 km →                                          | 2,2   | → 33,5 km, III-375 (до гр. Пловдив)                                       |
| (до гр. Кричим) III-8602, 0 km ←                                           | 3,4   |                                                                           |
| (до с. Михалково) III-862, 0 km, кв. „Коматево“ ←                          | 7,0   | → кв. „Коматево“, общински път (за гр. Пловдив)                           |
| Община Родопи, (за с. Марково) общински път ←                              | 7,7   | Община Родопи                                                             |
| (за с. Марково) общински път ←                                             | 9,1   | → общински път (за гр. Пловдив)                                           |
| (за с. Белащица) общински път ←                                            | 10,8  |                                                                           |
| (до 54,6 km на II-86) III-8604, 0 km ← (до гр. Куклен) III-8606, 0 km ←    | 11,8  | → общински път (за гр. Пловдив)                                           |
|                                                                            | 14,1  | → общински път (за гр. Пловдив)                                           |
| Община Куклен                                                              | 16,7  | → общински път (за с. Крумово), Община Куклен                             |
|                                                                            | 18,9  | → 0 km, III-8601 (до аерогара Пловдив)                                    |
| (за гр. Куклен) общински път ←                                             | 19,5  |                                                                           |
| Община Асеновград                                                          | 20,8  | Община Асеновград                                                         |
| (за гр. Асеновград, кв. „Долни Воден“) общински път ←                      | 22,8  |                                                                           |
| (за гр. Асеновград, кв. „Горни Воден“) общински път ←                      | 24    |                                                                           |
| гр. Асеновград                                                             | 26,6  | ← гр. Асеновград, 60,8 km, II-58 (от 326,5 km на I-5)                     |
| (за с. Лясково) общински път, гр. Асеновград ←                             | 27,7  | гр. Асеновград                                                            |
| с. Бачково                                                                 | 36,4  | с. Бачково                                                                |
|                                                                            | 45,2  | → 0 km, III-861 (до седловината Рожен)                                    |
| с. Нареченски бани                                                         | 51,4  | с. Нареченски бани                                                        |
| (от 11,8 km на II-86) III-8604, 46,1 km →                                  | 54,2  |                                                                           |
| Община Чепеларе, Област Смолян                                             | 55,1  | Област Смолян, Община Чепеларе                                            |
| (за селата Орехово и Малево) общински път, с. Хвойна ←                     | 59,4  | → с. Хвойна, общински път (за с. Павелско)                                |
| (за с. Забърдо) общински път ←                                             | 64,8  |                                                                           |
|                                                                            | 75    | → общински път (за с. Богутево)                                           |
| (за с. Зорница) общински път ←                                             | 77,5  |                                                                           |
| гр. Чепеларе                                                               | 80,4  | гр. Чепеларе                                                              |
| Община Смолян, (до с. Стойките) III-864, 0 km ←                            | 85,9  | → общински път (за с. Проглед), Община Смолян                             |
| седл. Рожен                                                                | 89,1  | ← седл. Рожен, 42,3 km, III-861 (от 45,2 km на II-86)                     |
| с. Соколовци                                                               | 97,1  | → с. Соколовци, 0 km, III-863 (до с. Баните)                              |
| с. Бостина                                                                 | 102,2 | с. Бостина                                                                |
| (за селата Левочево и Писаница) общински път ←                             | 103,5 |                                                                           |
| (до 210,3 km на I-8) III-866, 0 km, гр. Смолян, кв. „Устово“ ←             | 106,9 | → кв. „Устово“, гр. Смолян, общински път (за с. Стража)                   |
| с. Влахово                                                                 | 109,7 | с. Влахово                                                                |
| (за с. Лъка) общински път ←                                                | 111,1 | → общински път (за с. Тикале)                                             |
| с. Подвис                                                                  | 112,8 | с. Подвис                                                                 |
| (за с. Остри пазлак) общински път ←                                        | 113,6 | → общински път (за с. Река)                                               |
| с. Ровина                                                                  | 114,6 | с. Ровина                                                                 |
| с. Търън                                                                   | 118   | → с. Търън, общински път (за с. Требище)                                  |
| Община Мадан                                                               | 120,6 | Община Мадан                                                              |
| с. Равнища                                                                 | 122,3 | с. Равнища                                                                |
|                                                                            | 123,7 | → 0 km, III-865 (до гр. Кърджали)                                         |
| с. Средногорци                                                             | 125,6 | → с. Средногорци, 0 km, III-867 (до с. Подкова)                           |
| Община Рудозем                                                             | 130,3 | Община Рудозем                                                            |
| (до кв. „Райково“ на гр. Смолян) III-868, 0 km, гр. Рудозем ←              | 135,3 | гр. Рудозем                                                               |
| (до яз. „Пловдивци“) III-8608, 0 km, гр. Рудозем ←                         | 135,9 | гр. Рудозем                                                               |
|                                                                            | 138   | → общински път (за с. Рибница)                                            |
| с. Сопотот                                                                 | 138,7 | с. Сопотот                                                                |
|                                                                            | 139,3 | → общински път (за с. Бреза)                                              |
| (за с. Грамаде) общински път ←                                             | 140   |                                                                           |
|                                                                            | 141,5 | → общински път (за с. Чепинци)                                            |
| ГКПП Рудозем – Ксанти                                                      | 147,4 | ГКПП Рудозем – Ксанти                                                     |